# Chadžidimovo
Chadžidimovo (bulharsky Хаджидимово) je město ležící v jihozápadním Bulharsku nedaleko řeckých hranic, v údolí Mesty na severním úpatí pohoří Órvilos. Je správním střediskem stejnojmenné obštiny a má přibližně 2 500 obyvatel.

## Historie
Místo bylo osídleno od starověku. Původní název sídla bylo Dolna Singartija, v roce 1934 bylo přejmenováno na Žostovo a současný název nese od roku 1950. Na město bylo povýšeno v roce 1996, a to po předchozím připojení dědiny Gorna Singartija (1959).

## Obyvatelstvo
K 15. září 2024 ve městě žilo 4 714 obyvatel a bylo zde trvale hlášeno 4 925 obyvatel. Podle sčítání 1. února 2011 bylo národnostní složení následující:
- Bulhaři: 2 336 (89.4 %)
- Romové: 263 (10.1 %)
- ostatní[p 2]: 15 (0.6 %)